# Predigerhaus (Leipzig)

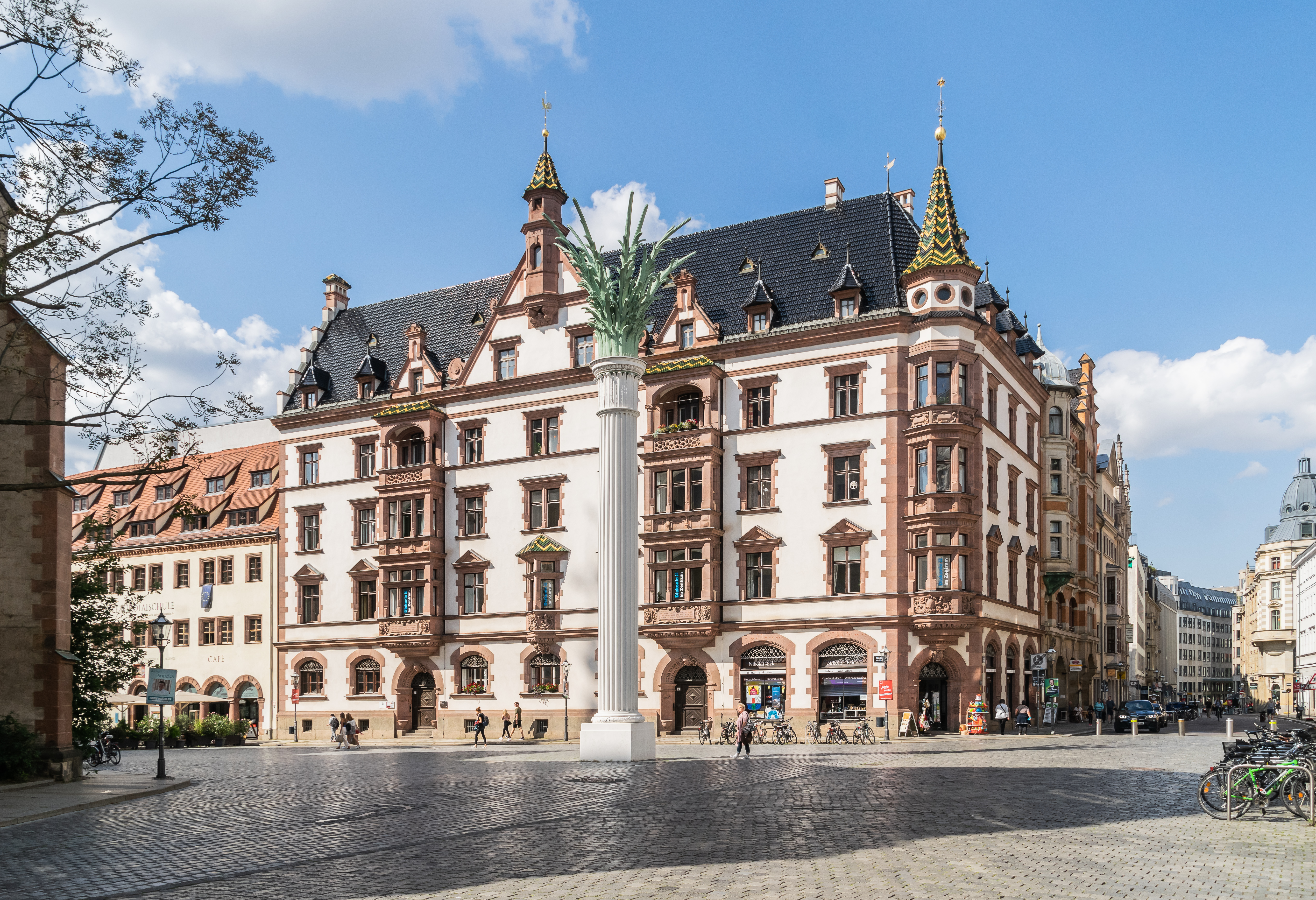
Südansicht (2019)

Das Predigerhaus in Leipzig am Nikolaikirchhof 3/4 ist das Pfarr- und Gemeindehaus der Kirchgemeinde St. Nikolai. Es steht unter Denkmalschutz.

## Geschichte
An der Stelle des Predigerhauses standen vorher drei einfache Bauten von 1553, die 1680 von zwei auf drei Stockwerke erhöht worden waren und die Wohnungen für die Pfarrer der Nikolaikirche enthielten. Da sie baufällig waren und nicht den inzwischen üblichen Wohnkomfort aufwiesen, wurden sie 1886/1887 durch einen Neubau ersetzt.

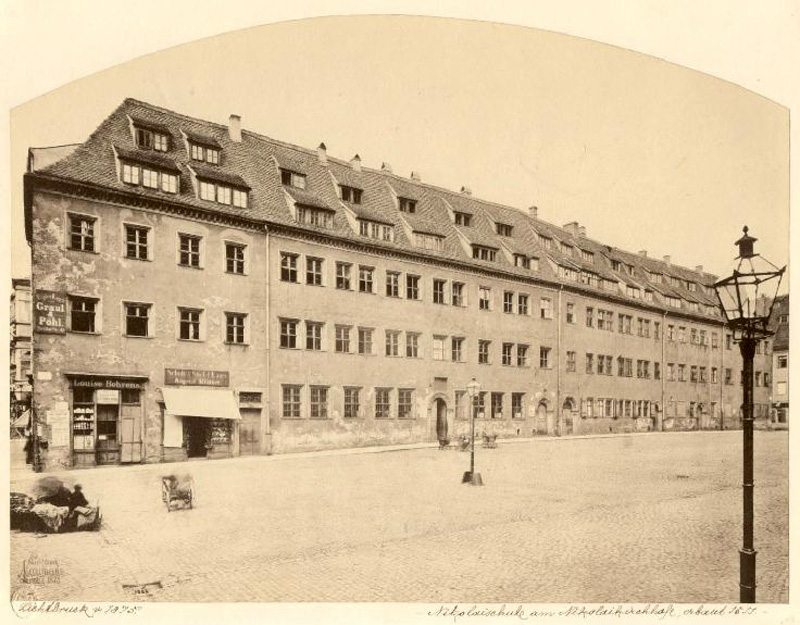
Vorgängerbauten (rechts)
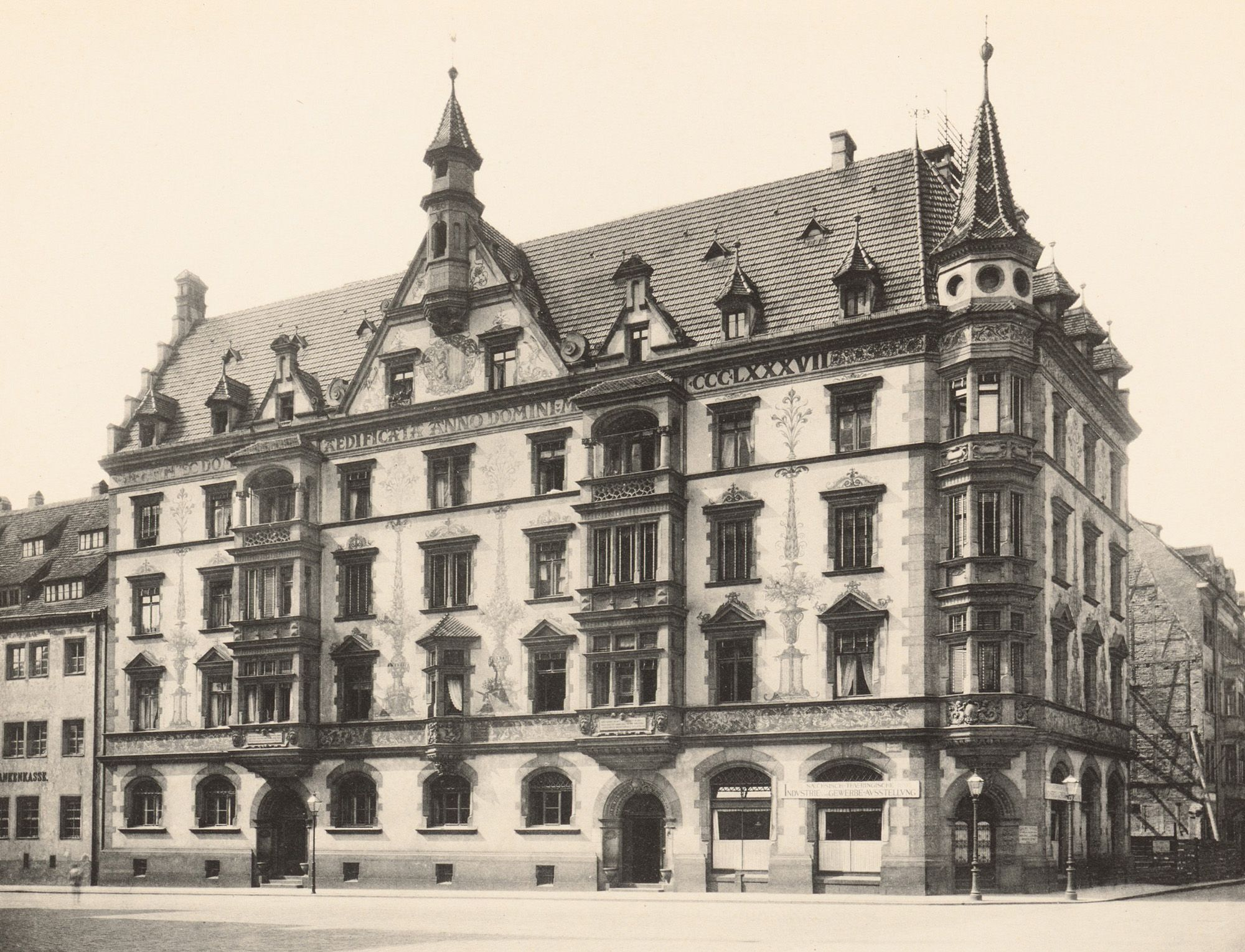
Predigerhaus 1897
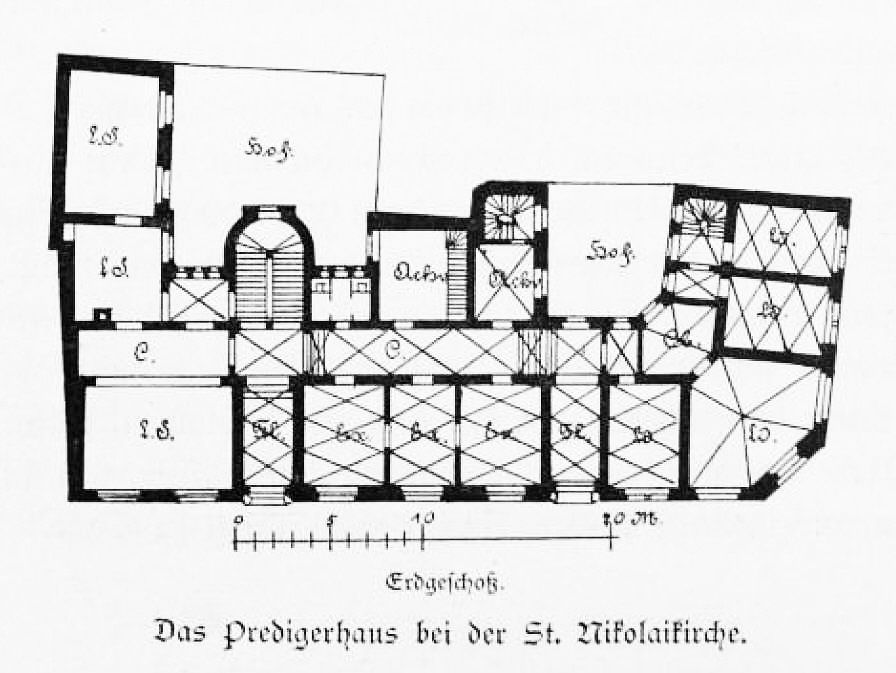
Grundriss Erdgeschoss (1897)

Die Pläne dazu lieferte der Stadtbaurat Hugo Licht, der spätere Erbauer des Neuen Rathauses. Er griff dabei Formen der Leipziger Spätgotik und Renaissance auf, wie zum Beispiel jene von Barthels Hof. Die Baukosten in Höhe von etwa 263.000 Mark übernahm die Stadt und erhielt dafür von der Nikolaigemeinde ein Grundstück in der Ritterstraße. Die Straßenfront zierten ornamentale Malereien des Münchner Malers Otto Hupp. Diese wurden nach einem Neuverputz um 1930 nicht wieder angebracht. Im Gemeindesaal im Erdgeschoss mit einer Holzdecke ist die Bemalung von Otto Hupp noch erhalten. 
Im Zweiten Weltkrieg erlitt das Haus keine wesentlichen Schäden. 1993 wurde es umfassend saniert.

## Architektur

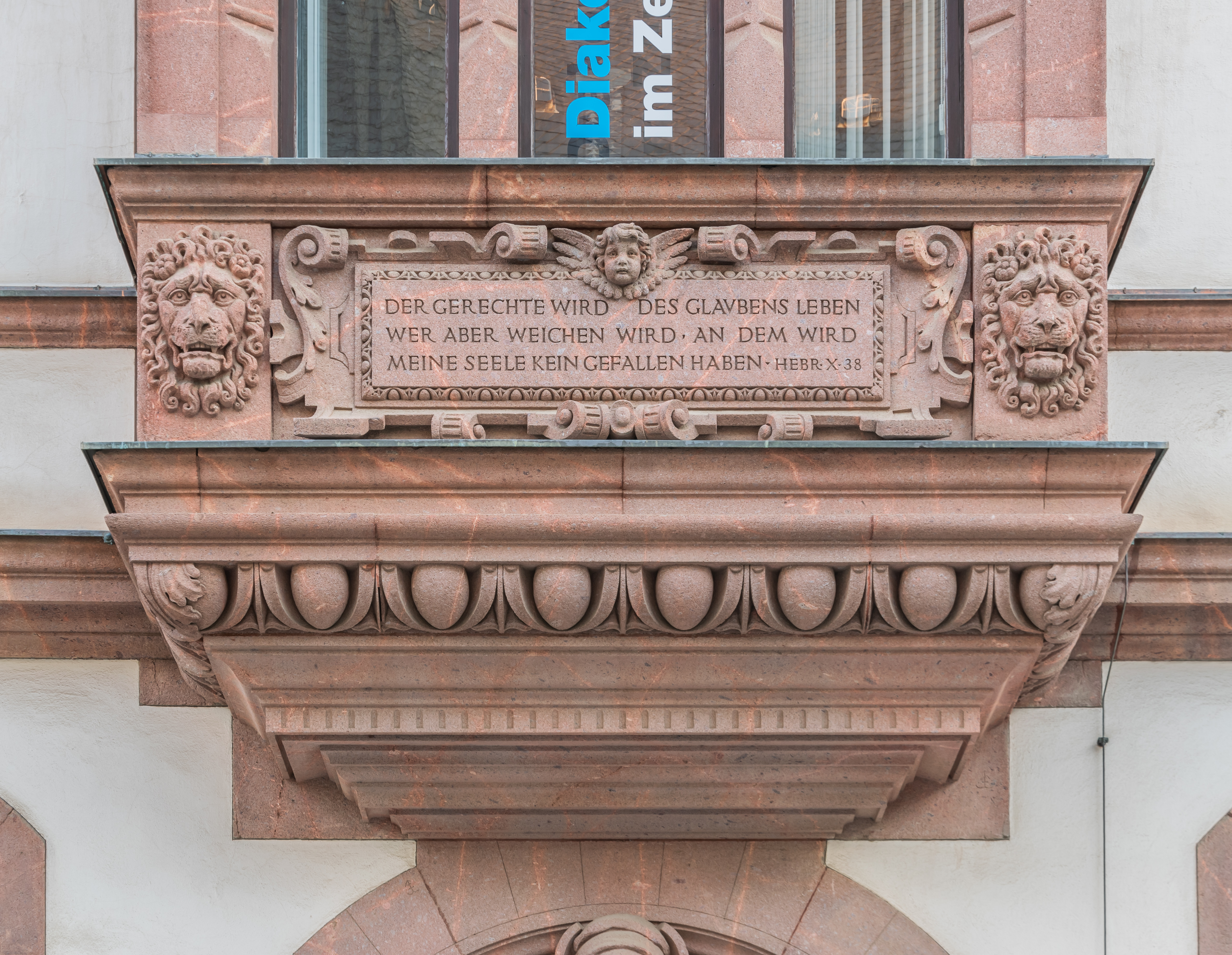
Dekorativer Balkon
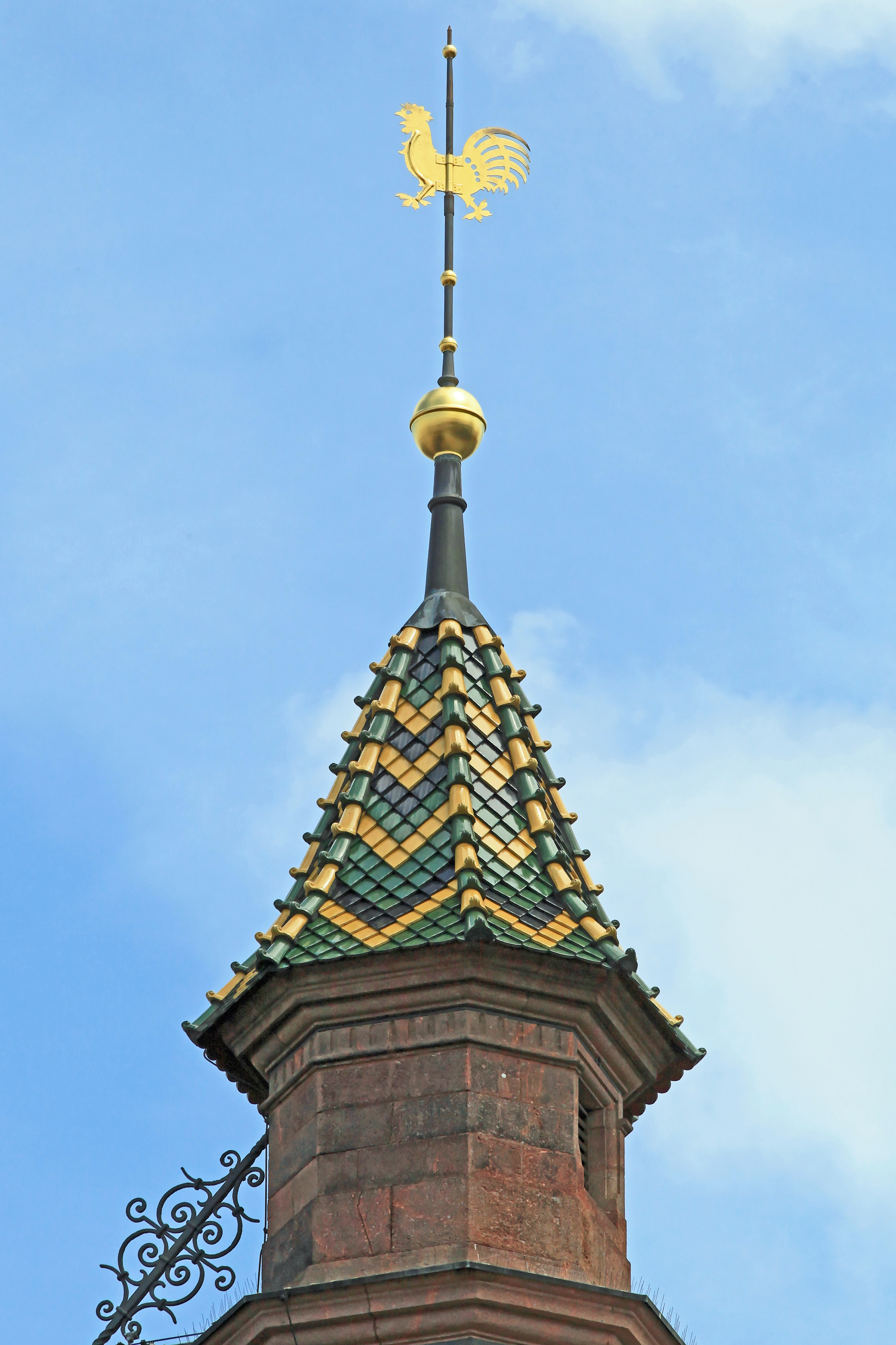
Türmchen am Mittelgiebel
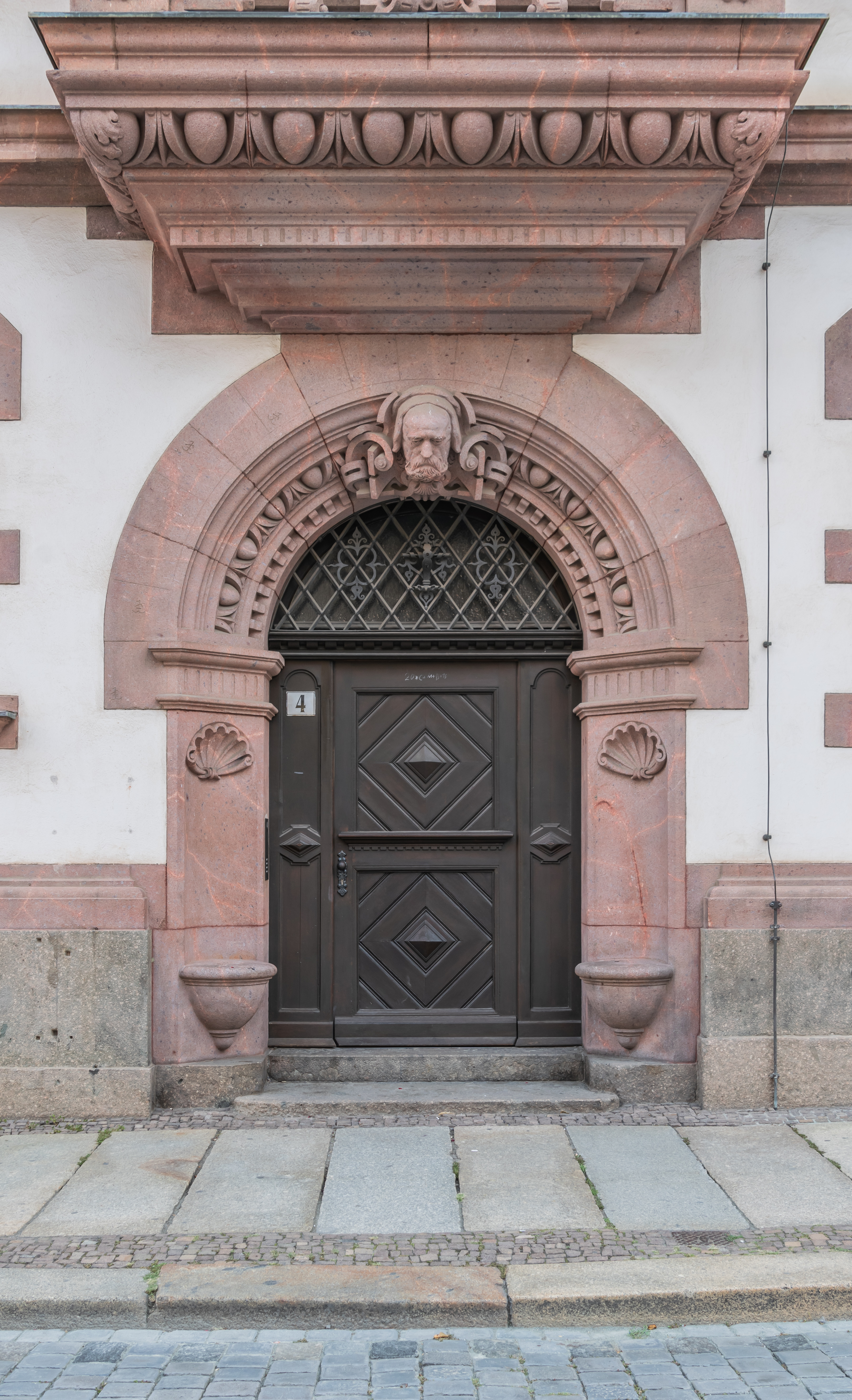
Eines der Sitznischenportale

Von der Straßenseite wirkt das Predigerhaus wie ein normales Eckhaus. Tatsächlich ist es eine Dreiflügelanlage, deren kurze Seitenflügel mit den Nachbargebäuden zwei kleine Innenhöfe bilden. Das Predigerhaus ist viergeschossig. Neun Fensterachsen wenden sich zum Nikolaikirchhof, drei zur Ritterstraße. Die Ecke ist gebrochen und trägt einen mit einem Türmchen bekrönten polygonalen Eckerker.
Zwei dreistöckige, nach dem Vorbild von Barthels Hof gestaltete Fassadenerker schließen einen Zwerchgiebel ein, der ein Ziertürmchen trägt. Unter den Fassadenerkern befinden sich als Hauszugänge zwei Sitznischenportale. Erker, Portale und Fenstereinfassungen sind steinsichtig aus Rochlitzer Porphyr gestaltet.
Die Dächer der Türmchen und Balkone sind mit schwarzen, grünen und gelben Biberschwänzen gedeckt. Die als Satteldach ausgebildete Dachfläche, die über dem Hauptgesims eine Reihe Zeltdachgauben und darüber eine zweite Reihe kleiner Giebelgauben trägt, bedecken schwarzblaue Falzziegel.